# Andrzej Madej
Andrzej Madej OMI (ur. 6 października 1951 w Kazimierzu Dolnym) – polski duchowny rzymskokatolicki, oblat, superior misji „sui iuris” Turkmenistanu od 1997.

## Życiorys
Urodził się 6 października 1951 w Kazimierzu Dolnym. Po ukończeniu szkoły średniej zdecydował się wstąpić do zakonu oblatów. Uczęszczał do seminarium duchownego w Obrze. Po jego ukończeniu otrzymał święcenia kapłańskie 19 czerwca 1977. 
Pracował następnie na terenie Polski, po czym został posłany na misje. Zapoczątkował w 1984 ewangelizację podczas festiwalu rockowego w Jarocinie. 
29 września 1997 po utworzeniu Misji „sui iuris” został przez papieża Jana Pawła II mianowany przełożonym misji „sui iuris” Turkmenistanu – i tym samym został jej pierwszym zwierzchnikiem.
1 marca 2019 wziął udział w wizycie Ad limina apostolorum w Watykanie z papieżem Franciszkiem wraz z biskupami Kazachstanu, oraz przedstawicielami Kościoła z Azji środkowej.
W 2023 o. Andrzej Madej został odznaczony Złotym Krzyżem Zasługi, odznaczenie nadano z decyzji Prezydenta RP.

## Publikacje książkowe
- Dziennik wiejskiego wikarego, W Drodze, Poznań 1984.
- Radości nasza, Księgarnia św. Jacka, Katowice 1987.
- Ciche psalmy, Księgarnia św. Jacka, Katowice 1988, ISBN 83-7030-020-0.
- Bogaci młodością, Wydawnictwo Wrocławskiej Księgarni Archidiecezjalnej, Wrocław 1989.
- Dotknięcia, Wydawnictwo Zapadka, Gorzów Wlkp. 1993.
- Nad brzegiem nieba i ziemi, Niedziela, Częstochowa 1995.
- Dziennik miejskiego wikarego, W Drodze, Poznań 1995.
- Portret pamięciowy, Wydawnictwo Zapadka, Gorzów Wlkp. 1995.
- Dziennik pisany nad Dnieprem, Pallotinum, Poznań 1997.
- Trochę niżej nieba, Wydawnictwo Jedność, Kielce 1997.
- Księga Krzyża: antologia pasyjna, Księgarnia św. Jacka, Katowice 1998.
- Niski profil, Księgarnia św. Jacka, Katowice 2000.
- Świat gorejący, Wydawnictwo Archidiecezji Lubelskiej „Gaudium”, Lublin 2006.
- Modlitwy znad Amudarii, Wydawnictwo Archidiecezji Lubelskiej „Gaudium”, Lublin 2008.
- Przebłyski piękna między ranami, Wydawnictwo TUM, Wrocław 2009.
- Pod otwartym niebem, Wydawnictwo Światło-Życie, Kraków 2012, ISBN 978-83-7535-097-5.
- Wyblakłe ikony Wydawnictwo Diecezjalne i Drukarnia, Sandomierz 2012.
- Ochroniarz i dozorczyni, Wydawnictwo WAM, Kraków 2013.
- Pieśń o tryskających źródłach, Wydawnictwo NINIWA, Lubliniec 2015.
- Jakimś cudem, Wydawnictwo TUM, Wrocław 2016, ISBN 978-83-7454-359-0.
- Próbowanie Soli, Wydawnictwo Misjonarzy Oblatów MN „Misyjne Drogi”, Poznań 2017.
- Spod skrzydeł Anioła, Wydawnictwo „Unitas”, Siedlce 2018, ISBN 978-83-65414-91-5.
- Prześwity Królestwa, Wydawnictwo APIS, Wrocław 2020, ISBN 978-83-956942-0-2[5].
- Choinka w łagrze, Wydawnictwo Unitas, Siedlce 2021, ISBN 978-83-66175-39-6.